# Letališče Zeltweg
Koordinati:   47°12′14″N, 14°44′52″E
Letališče Zeltweg (uradno Fliegerhorst Hinterstoisser, nemško 'Letalska baza Hinterstoisser') je letalska baza v bližini mesta Zeltweg v avstrijski zvezni deželi Štajerski, približno 70 kilometrov zahodno od Gradca. Je največje letališče avstrijskih oboroženih sil.
Prvotno letališče na tej lokaciji je bilo urejeno leta 1937. Že v naslednjem letu so ga v sklopu Anschlussa prevzele nemške vojaške enote. Leta 1942 so uredili vzletno-pristajalno stezo iz betona. Proti koncu druge svetovne vojne so letališče prevzele sovjetske vojaške enote, ki so ga kmalu zatem predale britanskim vojaškim enotam.
Leta 1955 je letališče postalo last Republike Avstrije ter je bilo leta 1967 poimenovano po Franzu Hinterstoisserju, začetniku letalstva v Avstriji. Po letu 1997 so se na letališču večkrat odvijale različne razstave letal in prireditve z demonstracijskimi poleti letal. Leta 2007 je na letališču pristalo prvo letalo Eurofighter Typhoon v lasti avstrijskih oboroženih sil.

## Dirkališče
Letališče Zeltweg je bilo med letoma 1959 in 1968 znano kot avtomobilistično dirkališče, kjer je potekala tudi prva dirka Formule 1 za Veliko nagrado Avstrije, ki je bila leta 1963 prirejena kot neprvenstvena dirka, potem pa v naslednjem letu 1964 tudi kot prvenstvena dirka. Letališko dirkališče je med letoma 1966 in 1968 gostilo vzdržljivostno dirko 500 km Zeltwega, medtem ko dirke Formule 1 po letu 1964 ni bilo, saj je bilo ocenjeno, da je proga preveč nevarna za posodobljene standarde.
Proga je bila dolga 3,186 kilometra. Vključevala je dve dolgi in dve kratki ravnini ter dva blaga ovinka za hitro vožnjo in dva ostra ovinka v obliki črke U. Avstrijski inženirji so navdih za ureditev dirkališča dobili po uspehu proge v angleškem Silverstonu, ki je bila prav tako urejena na mestu nekdanje letalske baze, vendar je bila površina na vzletno-pristajalni stezi v Zeltwegu preveč hrapava za hitrostna tekmovanja.
Zaradi tega so se odločili, da bodo letališko progo nadomestili s stalnim dirkališčem Österreichring, ki je bilo odprto leta 1969 v neposredni bližini letališča. Na Österreichringu so dirke svetovnega prvenstva Formule 1 za Veliko nagrado Avstrije redno potekale med sezonama 1970 in 1987. Ko je tudi to dirkališče postalo preveč nevarno, so ga v letih 1995 in 1996 posodobili. Novo dirkališče so poimenovali A1-Ring ter so med sezonama 1997 in 2003 znova redno potekale dirke za Veliko nagrado Avstrije. Leta 2011 je bilo na istem mestu odprto naslednje posodobljeno dirkališče, poimenovano Red Bull Ring, ki dirke za Veliko nagrado Avstrije redno gosti od sezone 2014.

## Zmagovalci

### Formula 1
| Leto | Datum      | Zmagovalec      | Moštvo  | Poročilo |
| ---- | ---------- | --------------- | ------- | -------- |
| 1964 | 13. avgust | Lorenzo Bandini | Ferrari | Poročilo |

### 500 km Zeltwega
| Leto | Zmagovalec                   | Moštvo                     | Dirkalnik       | Čas         |
| ---- | ---------------------------- | -------------------------- | --------------- | ----------- |
| 1966 | Gerhard Mitter Hans Herrmann | Porsche System             | Porsche 906     | 3:07:52:550 |
| 1967 | Paul Hawkins                 | Paul Hawkins               | Ford GT40 Mk.II | 3:15:54.530 |
| 1968 | Jo Siffert                   | Porsche System Engineering | Porsche 908     | 2:55:17.790 |